# .sd
.sd je vrhovna internetska domena (country code top-level domain - ccTLD) za Sudan.
Domenom upravlja Sudan Internet Society.

## Vanjske poveznice
- IANA .sd whois informacija  Arhivirana inačica izvorne stranice od 27. travnja 2006. (Wayback Machine)